# Viliami Tupoulahi Mailefihi Tukuʻaho
Le prince Viliami Tupoulahi Mailefihi Tukuʻaho (né le 17 juin 1957, et mort le 14 juin 2014 à Nukuʻalofa,) est une personnalité politique tongienne, membre de la famille royale, et détenteur du titre de prince Tuʻipelehake,  l'un des trente-trois titres de la noblesse héréditaire tongienne.

## Titre et famille
Son père, le prince Fatafehi Tuʻipelehake, fut tenant du titre de Tuʻipelehake jusqu'à son décès en 1999. Il revint alors au prince Sione ʻUluvalu Ngu Takeivulai Tukuʻaho, son fils, neveu du roi Taufaʻahau Tupou IV. Le prince décéda dans un accident de voiture aux États-Unis en juillet 2006, et son frère Viliami Tupoulahi Mailefihi Tukuʻaho hérita de son titre. Il est le septième tenant du titre depuis son institution au XIXe siècle,,. 
Il a été marié à quatre reprises. En 1983 il épousa une roturière, Mele Vikatolia Faletau, acceptant pour ce faire de renoncer au titre de prince. (Son titre princier lui fut toutefois restauré par le roi George Tupou V en 2008.) Ils eurent deux enfants. Son quatrième mariage, en janvier 2011, fit suite au divorce de sa troisième épouse, ʻEneʻio Tatafu. Il épousa alors Fifita Holeva Tuʻihaʻangana, issue d'une famille noble, sœur de Lord Tuʻihaʻangana.

## Éducation
Mailefihi effectua ses études au Queensland Agricultural College (qui fait aujourd'hui partie de l'Université du Queensland), en Australie, puis à l'Université d'Oxford (au Royaume-Uni), où il obtint un Certificat d'Affaires internationales, et enfin un diplôme d'études supérieures en administration portuaire et navale à l'Institut des Sciences et Technologies à l'Université du Pays de Galles (aujourd'hui appelée Université de Cardiff).

## Carrière militaire, administrative et politique
Il servit brièvement dans les forces armées tongiennes (Tonga Defence Services) de 1979 à 1981. Il fut officier de liaison militaire au ministère des Affaires étrangères de 1980 à 1981. De 1986 à 1992, il fut directeur du Département de la Marine.
En avril 2009, à la demande du Premier ministre Feleti Sevele, le roi George Tupou V le nomma ministre de l'Agriculture, de l'Alimentation, des Forêts et des Pêcheries. Il tint ce poste du 30 avril 2009 au 4 janvier 2011, lorsque le nouveau Premier ministre, Lord Tuʻivakano, nomma Lord Vaea à ce ministère,.

## Carrière sportive
Mailefihi a été sportif de haut niveau, étant capitaine de l'équipe nationale tongienne de rugby à sept à la fin des années 1970. C'est cette équipe qui remporta la médaille d'or aux Jeux du Pacifique Sud à Suva en 1979, battant les Fidji (pays hôte) en finale. Il était aussi entraineur de l'équipe nationale tongienne de rugby a XV pendant la Coupe du monde 1987.

## Mort
Souffrant de diabète depuis plusieurs années, et après avoir subi une amputation des deux jambes pour cette raison, il est hospitalisé une nouvelle fois début juin 2014 et meurt à l'hôpital le 14 juin,.